# Eugene Cernan
Eugene Cernan   (Chicago, 14 de març de 1934 - Houston, 16 de gener de 2017)fou un oficial de l'Armada dels Estats Units. Va ser astronauta de la NASA, tripulant del Gemini 9A l'any 1966 i de les missions Apollo 10 l'any 1969 i comandant de l'Apollo 17 l'any 1972.
Últim ser humà a abandonar la superfície de la Lluna després de les missions Apol·lo l'11 de desembre de 1972. Les seues últimes paraules, no tan famoses com les del seu company Neil Armstrong, van ser: "El repte nord-americà d'avui ha forjat el destí de l'Home del demà".
Va nàixer a Chicago (Illinois), fill de mare txeca i pare eslovac. Cernan va créixer en les poblacions de Bellwood i Maywood, acabant la seua beca en aquesta última ciutat, per després obtenir un títol com a enginyer elèctric a la Universitat Purdue d'Indiana.
El 1956 va ingressar a l'armada com a oficial de la reserva i es va convertir en pilot naval de jets.
Va obtenir un "màster" en enginyeria aeronàutica per l'escola naval de postgrau.
El 1976 es va retirar de l'armada amb el rang de capità i de la NASA per a dedicar-se als seus negocis particulars.
Cernan és un dels tres hòmens que ha viatjat a la lluna en dues ocasions (els altres dos són Jim Lovell i John Young) i un dels dotze homes que van caminar sobre la seua superfície.
Va orbitar la lluna amb l'Apollo 10 i allunà amb l'Apollo 17.
Durant la seua permanència en la lluna, Cernan i el seu company de tripulació Harrison Schmitt van executar 3 activitats extravehiculars (EVA) amb una duració de 22 hores.
Tan sols la seua primera EVA va durar tres vegades més que la de Neil Armstrong i Buzz Aldrin en la missió Apol·lo 11.
En la missió van emprar el vehicle lunar Rover i van recórrer prop de 35 quilòmetres, emprant gran part del temps en la recol·lecció de mostres geològiques per a l'estudi de l'origen de la lluna.